# Übermensch
『Übermensch』（ウーバーメンシュ）は、G-DRAGONのアルバム。韓国では2025年2月27日にCD形式と配信形式で発売。その他の国では2025年2月27日に配信形式、2025年3月7日にCD形式で発売。

## 背景
2023年1月1日、当時YGエンターテインメントと契約していたG-DRAGONは、YouTubeで新しいアルバムに取り組んでいることを公式に発表した 。彼の退社後、彼の新しいレーベルであるGalaxy CorporationのCEOは、G-DRAGONが2024年に正式にカムバックすることを発表した。同日、G-DRAGONは手書きの手紙でカムバックを発表した。
2024年4月3日、Galaxy Corporationは、「G-DRAGONの新しいアルバムが今年の下半期にリリースされ、日本での活動と同様に「グローバル活動」を実施する」と発表した。 10月7日、G-DRAGONは2024年10月25日にアルバムがリリースされることを発表した。2017年に発売された「KWON JI YONG」以来のアルバムリリースになる。10月7日、多くのメーカーがG-DRAGONが彼のカムバックミュージックビデオの撮影を開始し、10月25日のカムバック日が確定したと報じ始めた。これに対し、Galaxy Corporationは、カムバックが進行中である間、スケジュールはまだ確定していないことを発表した。
10月21日から、G-DRAGONはカムバックに関連して不可解なからかいを投稿し始め、薄いプログレスバーが付いた黒い四角を投稿した。10月23日、スターニュースは、「カムバックがフルアルバムになると予想され、2024 MAMA AWARDSでのパフォーマンスの前にリリースされることを目指している」と報じた。アルバムの3番目のティーザーが10月28日に投稿された。

## リリースとプロモーション
You Quiz on the Blockの10月30日のエピソードで、G-DRAGONは2017年以来の新曲「POWER」というプレリリースシングルを発表した。このシングルは、G-DRAGONがEMPIREと曲をリリースする契約を結んだことが発表され、10月31日に正式にリリースされた。11月8日、アルバムの別のシングルが2024 MAMA AWARDSで初披露されると報じられた。シングル「HOME SWEET HOME」は11月22日にリリースされ、同じグループのメンバーであるSOLとD-LITEが参加した。2025年2月4日、アルバム「Übermensch」が2月25日にリリースされることが正式に発表された。

## 収録曲
1. HOME SWEET HOME (feat. TAEYANG & DAESUNG)（3:31）
  - 作詞：G-DRAGON/TEDDY/Choice37、作曲：G-DRAGON/TEDDY/24/KUSH/VVN、編曲：24/NOS/Jumpa/Mondee
2. POWER（2:23）
  - 作詞：G-DRAGON、作曲：G-DRAGON/Tommy Brown/Theron Thomas/Steven Franks、編曲：Tommy Brown/Steven Franks
3. TOO BAD (feat. Anderson .Paak)（2:33）
  - 作詞：G-DRAGON/Anderson .Paak、作曲：G-DRAGON/Anderson .Paak/Bongo/Alissia/Yohan、編曲：G-DRAGON/Anderson .Paak/Bongo/Alissia
4. DRAMA（3:54）
  - 作詞：G-DRAGON/Diane Warren/Choice37、作曲：Diane Warren、編曲：G-DRAGON
5. IBELONGIIU（3:13）
  - 作詞：G-DRAGON/Jean Baptiste Kouame/Maegan Cottone、作曲：G-DRAGON/Alexander Ridha/Jean Baptiste Kouame/Maegan Cottone、編曲：Boys Noize
6. TAKE ME（3:39）
  - 作詞：G-DRAGON、作曲：G-DRAGON/Alexander Ridha/Dominic "Mocky" Salole、編曲：G-DRAGON/Boys Noize
7. 보나마나 (BONAMANA)（3:15）
  - 作詞：G-DRAGON、作曲：G-DRAGON/Brandon "Stix" Salaam-Bailey/Michael Warren/Choice37、編曲：G-DRAGON/Brandon "Stix" Salaam-Bailey/Michael Warren
8. GYRO-DROP（2:48）
  - 作詞：G-DRAGON/Gaeko/Gamal Lewis、作曲：G-DRAGON/Alexander Ridha/Gamal Lewis/Jeremy Coleman/Xavier Rosnay、編曲：Boys Noize/JMike

## チャート成績
| チャート (2025)                       | 最高位 |
| ------------------------------------- | ------ |
| Australian Albums (ARIA)              | 26     |
| Australian Hip Hop/R&B Albums (ARIA)  | 5      |
| オーストリア (Ö3 Austria)             | 44     |
| ベルギー (Ultratop Wallonia)          | 192    |
| カナダ (Billboard)                    | 71     |
| French Physical Albums (SNEP)         | 37     |
| 日本 (オリコン)                       | 13     |
| Japanese Combined Albums (Oricon)     | 13     |
| Japanese Hot Albums (Billboard Japan) | 19     |
| スコットランド (OCC)                  | 12     |
| South Korean Albums (Circle)          | 2      |
| UK アルバムズ (OCC)                   | 93     |
| UK Independent Albums (OCC)           | 4      |
| US Independent Albums (Billboard)     | 27     |
| US Top Album Sales (Billboard)        | 10     |
| US World Albums (Billboard)           | 3      |

| チャート (2025)              | 順位 |
| ---------------------------- | ---- |
| Japanese Albums (Oricon)     | 50   |
| South Korean Albums (Circle) | 4    |